# Mimon Abohbot
Mimon Abohbot  (Marrocos, Mogador, 1800 – Angra do Heroísmo, ilha Terceira,  Açores, 21 de Julho de 1875) foi um mestre de teologia hebraica, ocupando o lugar de Deão Rabino na Ilha Terceira.

## Biografia
O reverendo Mimon Abohbot foi mestre de teologia hebraica, ocupando o lugar de Deão Rabino na Ilha Terceira, foi um Importante homem de negócios da ilha, particularmente no concelho de Angra do Heroísmo onde viveu.
Fundou na sua residência uma sinagoga, que serviu para as orações da pequena comunidade, de que ele foi chefe espiritual.
Quando veio para os Açores trouxe consigo duas Torahs que trouxe de Marrocos tendo elas ao longos dos séculos diferentes destinos e chegaram mesmo a serem consideradas como perdias.
Uma delas foi encontrada cem anos mais tarde do seu desaparecimento, na freguesia do Porto Judeu, teve vários donos, apareceu e desapareceu sucessivas vezes, e acabou por ser escondida por um desconhecido numa gruta de Rabo de Peixe, onde apareceu por volta de meados de 2005.
Como Homem de negócios foi um Exportador de laranja para Inglaterra, negócios este que nos Açores foi muito próspero durante praticamente todo um século e que ficou conhecido localmente como o Ciclo das Laranjas.
Exerceu o cargo de Director da Associação Comercial de Angra entre os anos de 1860 e 1861. 
Naturalizou-se português antes de 1835. 
Mimon Abohbot e os membros de sua família falecidos em Angra do Heroísmo estão sepultados no cemitério judaico "Campo da Igualdade", no Caminho Novo, Perto da Fortaleza de São João Baptista, Junto ao Monte Brasil.

## Relações Familiares
Casou em Londres em 1833, com D. Elizabeth Davis (12 de Julho de 1806 -?), de quem teve 7 filhos:
1. Rachel Davis Abohbot (29 de Março de 1834 -?) casou com Leonel Tavares de Melo.
2. Abraham Davis Abohbot (25 de Novembro de 1835 -?).
3. David Davis Abohbot (25 de Novembro de 1835 -?) casou com D. Jane Isaacs.
4. Alegria Davis Abohbot (9 de Janeiro de 1839 -?) casou com Jaime Anahory.
5. Jacob Davis Abohbot (20 de Junho de 1840 -?) casou com D. Rosa Borges Leal.
6. Isaac Davis Abohbot (4 de Novembro de 1842 - ?)
7. Moisés Davis Abohbot (28 de Dezembro de 1844 - ?)